# Priscilla (cràter)
Priscilla és un petit cràter d'impacte situat a la cara visible de la Lluna. Pertany a la Catena Davy, que s'estén cap al nord-est a través de l'interior del cràter Davy Y, localitzat a l'est de la Mare Cognitum. Forma part de l'esmentada cadena lineal de 23 petits cràters que s'estén des del punt mig de Davy Y cap a la conca emmurallada del cràter Ptolemeu.

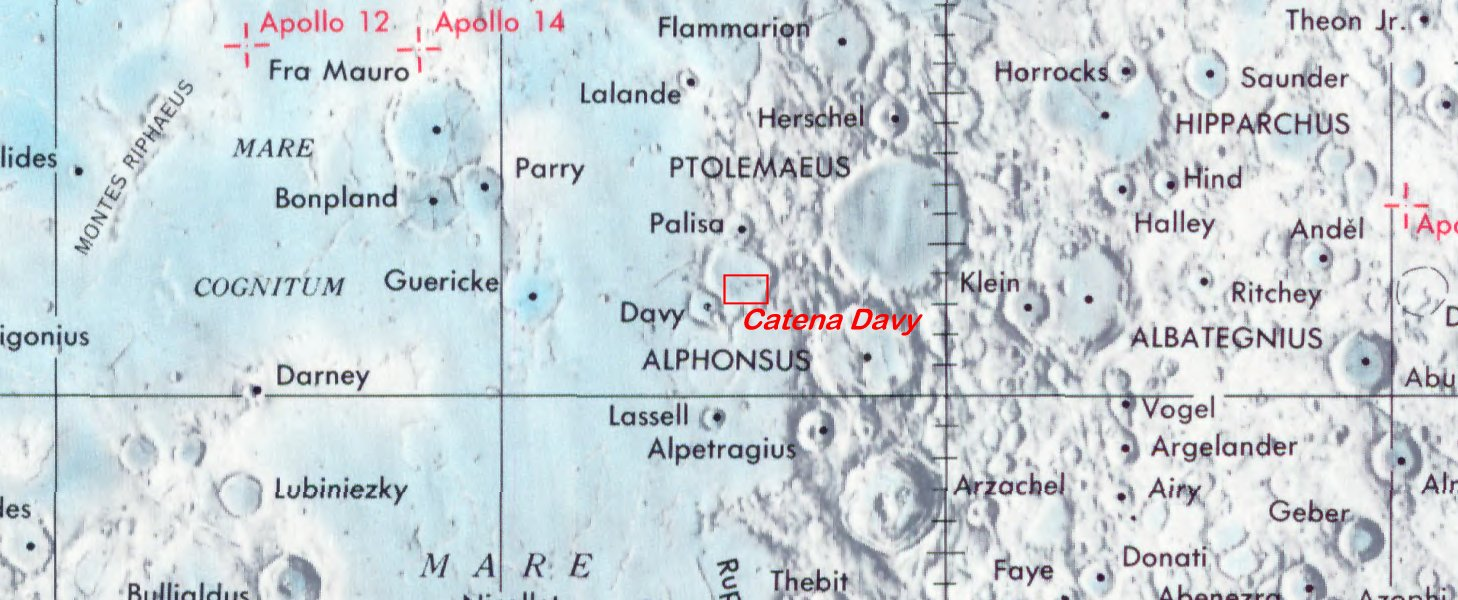
Localització de Priscilla (centre de la imatge)

És un diminut cràter amb forma de bol, localitzat entre Osman i Alan.

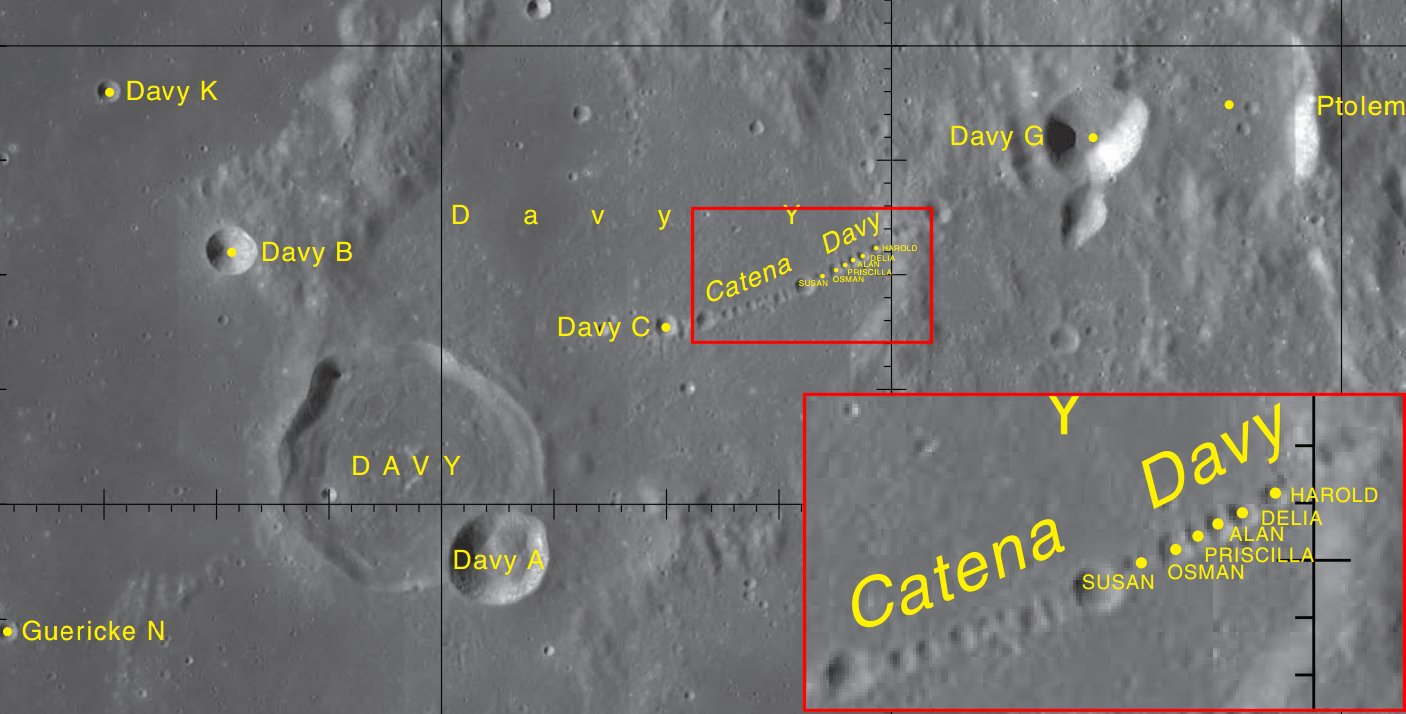
Detall de la catena Davy (requadre ampliat en la cantonada inferior dreta)
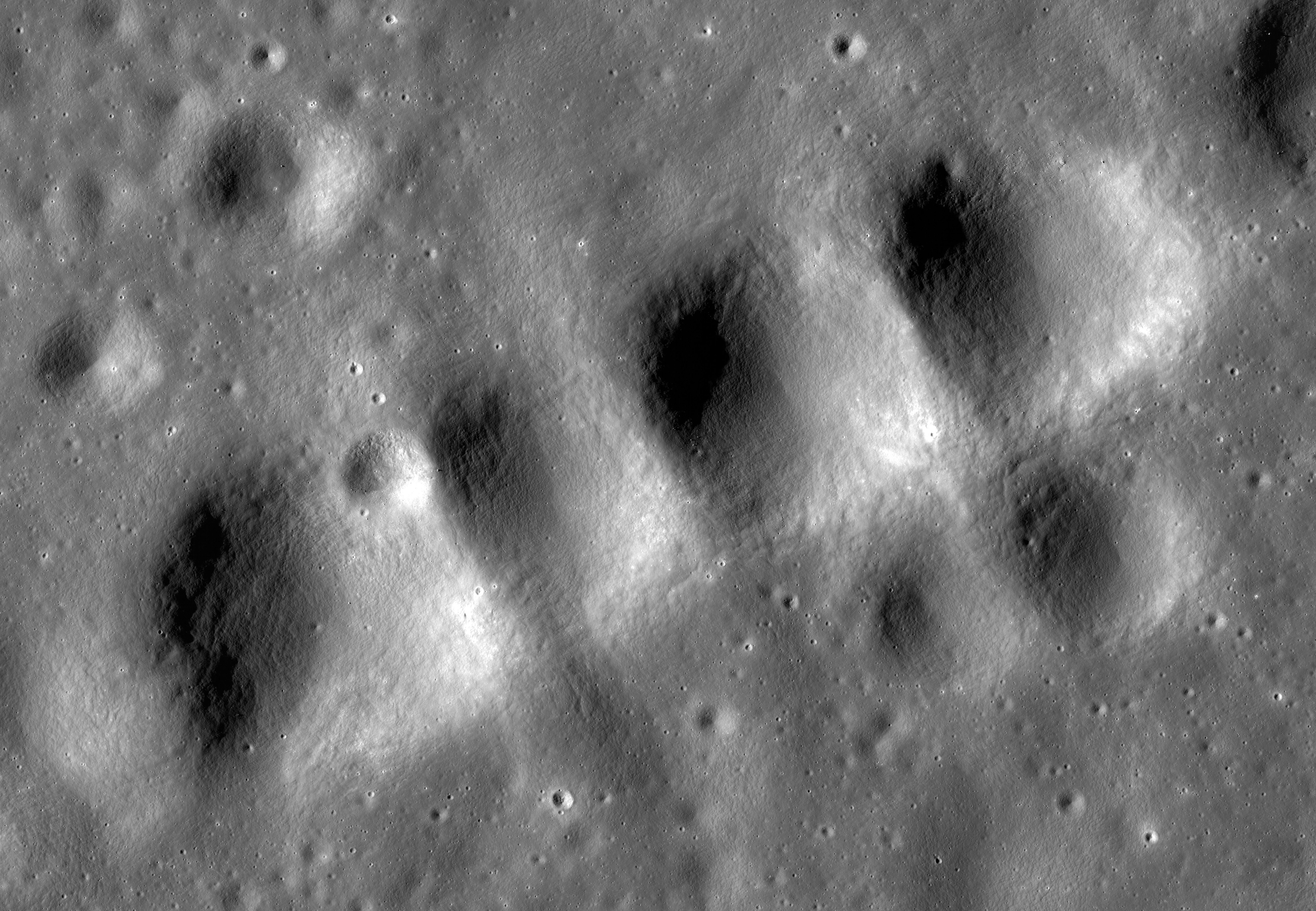
Fotografía de la misión Lunar Reconnaissance Orbiter

Sis dels cràters de la cadena posseeixen noms oficials, que procedeixen d'anotacions originals no oficials utilitzades en el full 77D1 / S11 de la sèrie de mapes Lunar Topophotomap de la NASA.
| Cràter    | Coordenades                        | Diàmetre | Origen del nom         |
| --------- | ---------------------------------- | -------- | ---------------------- |
| Alan      | 10° 54′ S, 6° 06′ O / 10.9°S,6.1°O | 2.0 km   | Nom masculí irlandès   |
| Delia     | 10° 54′ S, 6° 06′ O / 10.9°S,6.1°O | 2.0 km   | Nom femení grec        |
| Harold    | 10° 54′ S, 6° 00′ O / 10.9°S,6.0°O | 2.0 km   | Nom masculí escandinau |
| Osman     | 11° 00′ S, 6° 12′ O / 11.0°S,6.2°O | 2.0 km   | Nom masculí turc       |
| Priscilla | 10° 54′ S, 6° 12′ O / 10.9°S,6.2°O | 1.8 km   | Nom femení llatí       |
| Susan     | 11° 00′ S, 6° 18′ O / 11.0°S,6.3°O | 1.0 km   | Nom femení anglès      |

La designació va ser adoptada per la UAI en 1976.